# Disgaea 4: A Promise Unforgotten
Disgaea 4: A Promise Unforgotten (Japans: 魔界戦記ディスガイア4 Makai Senki Disugaia Fō) is een tactisch rollenspel ontwikkeld door het Japanse bedrijf Nippon Ichi Software. Het spel kwam in Europa op 4 november 2011 uit voor de PlayStation 3.
Het spel is het vierde deel van de Disgaea-serie en het tweede deel voor de PlayStation 3.

## Remake
Op 29 augustus 2014 kwam er een remake uit voor de PlayStation Vita genaamd Disgaea 4: A Promise Revisited.

## Ontvangst
Het spel kreeg over het algemeen positieve reacties. IGN gaf het spel een 8,5 met als reactie dat fans van de Disgaea-serie zullen krijgen wat ze van het spel verwachten en gaf aan dat het spel waarschijnlijk de beste uit de serie is sinds het eerste deel uit 2003.
In de eerste week van de release werden er in Japan 79.425 exemplaren van het spel verkocht.
| Beoordeeld door | Score  |
| --------------- | ------ |
| GameRankings    | 82,53% |
| Metacritic      | 80/100 |